# Bill Sikes
Bill Sikes (eller Sykes) är en av figurerna i Charles Dickens roman Oliver Twist. Om Fagin är kung av ficktjuvarnas värld, är Bill Sikes den som representerar det besinningslösa våldet i romanen; han är en rå, brutal och manipulativ brottsling och den mest skrämmande av personligheterna i kretsen kring den föräldralöse Oliver.
Oliver Twist har filmats åtskilliga gånger, första gången redan 1909. Rollen som Bill Sikes har spelats av många karismatiska skådespelare, bland annat Robert Newton (1948), Oliver Reed (1968), Tim Curry (1982), Andy Serkis (1999) och av Jamie Foreman i Polańskis filmatisering från 2005.